# TVLine
TVLine è un sito web dedicato all'informazione, alle notizie e agli spoiler di programmi televisivi.

## Storia
Verso la fine del 2010, Michael Ausiello di Entertainment Weekly ha annunciato che avrebbe lasciato EW dopo quasi due anni di impiego per creare un sito web incentrato sulla TV con PMC, gruppo mediatico fondato da Jay Penske. In seguito ha annunciato che il collega scrittore di EW Michael Slezak, Megan Masters di E!Online's, e Mitovich di TV Guide si sarebbero uniti a lui nell'impresa.
Il sito è stato lanciato il 5 gennaio 2011 e nei suoi primi sei giorni ha più che triplicato le aspettative iniziali per il traffico utenti Internet.
All'inizio del 2011 un rapporto stilato da TV by the Numbers ha analizzato le valutazioni delle visualizzazioni delle pagine per quattro siti web televisivi: TVLine, il suo sito gemello Deadline, TheWrap e TV by the Numbers stessa. TVLine ha battuto tutti e tre i concorrenti con un picco di poco superiore a 1 milione di pagine visualizzate al giorno. Nell'estate 2012 un rapporto analogo ha messo di nuovo a confronto TVLine con altri tre siti Web: Deadline, The Hollywood Reporter e HitFix. TVLine ha raggiunto un picco di circa 23 milioni di pagine visualizzate mensilmente, seconda solo a The Hollywood Reporter.